# Jonathan González (calciatore 2000)
Jonathan Shaquille González Álvarez (Montevideo, 22 giugno 2000) è un calciatore uruguaiano, difensore svincolato.

## Caratteristiche tecniche
È un difensore centrale.

## Carriera
Cresciuto nel settore giovanile del Defensor Sporting, ha esordito in prima squadra il 16 marzo 2019 disputando l'incontro di campionato perso 6-2 contro il Liverpool (M).